# L. Gustave du Pasquier
Louis-Gustave du Pasquier (18 tháng 8 năm 1876, Auvernier – 31 tháng 1 năm 1957, Cornaux) là một nhà toán học và sử học toán học và khoa học toán học người Thụy Sỹ.

## Giáo dục và sự nghiệp
Du Pasquier từng theo học tại Trường Bách khoa Paris, Đại học Zürich, La Sorbonne, Collège de France, và Collège Libre des Sciences Sociales. Ông nhận bằng tiến sĩ năm 1906 tại Đại học Zürich với luận án Zahlentheorie der Tettarionen dưới sự hướng dẫn của Adolf Hurwitz. Du Pasquier sau đó giảng dạy tại La Chaux-de-Fonds, 
Küsnacht, Frauenfeld, Winterthur, và Zürich trước khi ông trở thành giáo sư tại Đại học Neuchâtel vào năm 1911. Du Pasquier đã viết hơn 60 bài báo đăng trên các tập sạn khoa học. Ông đã nghiên cứu về lý thuyết số, lý thuyết xác suất, lý thuyết tương đối, thiên văn học và khoa học tính toán bảo hiểm. Ông là người soạn thảo tập 7 của tuyển tập các tác phẩm của Leonhard Euler.
Du Pasquier từng là diễn giả được mời của ICM năm 1920 tại Strasbourg, năm 1924 tại Toronto, năm 1928 tại Bologna, và năm 1932 tại Zürich.

## Sách
- Le développement de la notion de nombre. Mémoires de l'Université de Neuchâtel.t.3. Attinger frères. 1921.
- Le principe de la relativité et les théories d'Einstein. O. Doin. 1922.
- Le calcul des probabilités, son évolution mathématique et philosophique. 1926.[6]
- Léonard Euler et ses amis. 1927.
- là biên tập viên: Euler, Leonhard (1923). Opera omnia Series I, Opera mathematica. Volumen VII, Commentationes algebraicae. Ad theoriam combinationum et probabilitatum pertinentes. Teubner.